# Facteur d'initiation
Les « facteurs d'initiation » ou facteurs de démarrage , souvent désignés sous l'acronyme anglais IF, sont des protéines qui assistent le ribosome pour le démarrage de la traduction de l'ARNm en protéines. Cette étape est cruciale, car c'est elle qui permet à la machinerie cellulaire de reconnaître le bon codon de démarrage et de se caler ainsi sur le message à traduire. Le démarrage ne fait intervenir que la petite sous-unité du ribosome, 30S chez les procaryotes et 40S chez les eucaryotes, et permet la formation du complexe ternaire entre cette sous-unité ribosomique, l'ARN messager et l'ARN de transfert de démarrage sur le premier codon du gène. Lors de cette étape, l'ARNt se fixe au site P du ribosome et non pas au site A, comme lors des phases ultérieures d'élongation de la traduction. Les facteurs d'initiation sont essentiels à cet assemblage et sont associés au ribosome pendant tout le processus. Une fois le complexe ternaire formé, la grande sous-unité du ribosome (50S chez les procaryotes, 60S chez les eucaryotes) est recrutée et les facteurs de démarrage se dissocient. La phase d'élongation de la chaîne protéique peut démarrer.
Les détails du mécanisme de démarrage sont sensiblement différents chez les procaryotes, d'une part, et les eucaryotes et les archées, d'autre part. En conséquence, les facteurs de démarrages sont assez différents dans ces différents domaines du vivant.

## Sémantique
La dénomination « facteur d'initiation » est un abus de traduction, dérivé de l'anglais initiation factor, mais passé dans l'usage courant du fait de la nomenclature en « IF » ou « eIF ». Initiation en anglais dans ce contexte signifie début ou démarrage, tandis que le terme français n'a pas le même sens qu'en anglais (voir l'article Initiation). La dénomination correcte serait « facteur de démarrage ».[réf. nécessaire] De la même manière, on parle, de préférence, de "démarrage de la traduction" et non de "l'initiation de la traduction", qui lui est un anglicisme.

## Procaryotes
Chez les procaryotes ou bactéries, on a identifié trois facteurs qui s'associent à la petite sous-unité 30S du ribosome lors de la formation du complexe de démarrage de la traduction. On les a dénommés IF1, IF2 et IF3.
Ces facteurs fonctionnent suivant le schéma suivant : 
- IF3 : se fixe à la petite sous-unité de 30S du ribosome et l'empêche de se combiner à la grande sous-unité 50S du ribosome. Il joue également un rôle dans la vérification de l'interaction entre le codon de démarrage et l'ARNt de démarrage, assurant ainsi le rôle de « contrôle-qualité » dans la formation du complexe ternaire ribosome/ARNt/ARNm ;
- IF2 : fixe une molécule de GTP (Guanosine TriPhosphate) et reconnaît spécifiquement fMet-ARNt de démarrage (ARNt portant l'acide aminé Méthionine formylé, 1er acide aminé de la chaîne de protéines) et l'entraîne au niveau du site P de la sous-unité 30S ;
- IF1 : se fixe au niveau du site A du ribosome, interdisant ainsi son accès à l'ARNt de démarrage et contribuant ainsi au positionnement correct au site P. IF1 renforce aussi l'activité de IF2 et IF3.

Après la fixation du fMet-ARNt sur la sous unité 30S, le facteur IF3 se dissocie du complexe. La fixation de ce premier ARNt ainsi que le départ de IF1 va permettre le recrutement de la grande sous unité 50S.
Enfin, l'hydrolyse du GTP en GDP+Pi entraîne la libération de IF2 et donc l'initiation de la traduction.

## Eucaryotes
Chez les eucaryotes, les facteurs d'initiation sont : eIF1, eIF1A, eIF2, eIF3, eIF4A, eIF4B, eIF4E, eIF4G et eIF5. Par ailleurs, PABP, la protéine qui fixe la queue poly(A) (poly(A)-binding protein) participe également à la formation du complexe de démarrage avec la sous-unité 40S du ribosome.
Les rôles des principaux facteurs sont :
- eIF1A a la même action que le facteur IF1 chez les procaryotes: il bloque le site A du ribosome pour favoriser le positionnement de l'ARNt de démarrage au niveau du site P.
- eIF2 se lie à l'ARNt de démarrage et joue un rôle analogue à celui d'IF2 chez les bacteries. Il possède une activité GTPase associée jouant le rôle "d'interrupteur" moléculaire : la forme associée au GTP étant la forme active et celle inactive étant liée au GDP. Des effecteurs comme GEF (Facteur échangeur du GTP) induisent son activation qui agit essentiellement sur la conformation de eIF2.
- eIF3 permet le recrutement du ribosome au niveau de la coiffe sur le complexe eIF4G:eIF4E:PAPB ; Il est lié à la petite sous-unité ribosomale, à l'instar d'eIF2.
- eIF4E, qui se lie spécifiquement à la coiffe et ainsi participe au contrôle qualité des ARN messagers. Il participe au Complexe d'Initiation de la Traduction (CIT) en participant au recrutement de la sous-unité 40S au niveau de l'extrémité 5' terminale de l'ARN messager.
- eIF4G, qui se lie a eIF4E et à la PABP et permet le recrutement de la petite sous-unité ribosome via eIF3.